# Lago Chabařovice
El lago Chabařovické (en checo: Chabařovické jezero) también conocido como lago Milada, es un embalse de agua artificial localizado en la República Checa, en la región de Ústí nad Labem. Se originó a partir de la excavación de una antigua mina de carbón y la inundación de los antiguos pueblos de Hrbovice, Tuchomyšl y Vyklice. La superficie del lago alcanza unas 250 ha, lo que lo hace ligeramente más pequeño que el Lago Machas. Su profundidad media es de 15,5 metros y su profundidad máxima es de 22 m. La capacidad alcanza aproximadamente 35 000 m³.